# 鄭虞坪
鄭虞坪（1957年—），台灣企業家。祖籍河南省虞城縣人，出生於台灣省嘉義縣敬軍新村，現為優遊吧斯股份有限公司董事長。

## 基本介紹
畢業於陸軍官校四十九期，2000年於谷關特戰訓練中心官拜中校退役。受劍湖山世界執行長陳志鴻賞識，退伍後擔任劍湖山世界總經理特別助理，并打造劍湖山咖啡博物館的靈魂人物。
八八水災后，籌設優遊吧斯阿里山鄒族文化部落，為阿里山鄒族原住民築巢圓夢，致力於推廣并吸引鄒族青年返鄉就業，保留鄒族的的傳統文化。

## 外部連結
- 李唐峰. . 看. 2012年11月8日  [2013年6月1日]. （原始内容存档于2013年2月4日） （中文（臺灣））.